# Schwarzfußmanguste
Die Schwarzfußmanguste (Bdeogale nigripes) auch Schwarzfußichneumon, ist eine Raubtierart aus der Familie der Mangusten (Herpestidae). Sie bewohnt die Wälder Zentralafrikas, nördlich des Kongo und ernährt sich vor allem von Insekten und anderen Kleintieren.

## Merkmale
Die Schwarzfußmanguste ist eine gräuliche, relativ hell gefärbte Manguste. Die namensgebenden schwarzen Beine treten allerdings auch bei anderen Mangusten der Gattung Bdeogale auf. Der 35–40 cm lange Schwanz ist weiß aber weniger buschig als für Mangusten typisch. Mit einer Kopf-Rumpflänge von 55–65 cm und einem Körpergewicht von etwa 2–3,5 kg ist die Schwarzfußmanguste eine relativ große Art innerhalb der Mangusten und die größte Art ihrer Gattung. Die oberen Eckzähne sind bei dieser Art besonders lang und kräftig ausgebildet.

## Verbreitung und Lebensraum

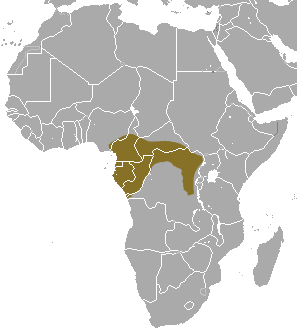
Verbreitungsgebiet der Schwarzfußmanguste (Bdeogale nigripes)

Der Lebensraum der Schwarzfußmanguste sind Tropische Tieflandwälder westlich des Afrikanischen Grabens, die sie bis zur Küste des Atlantischen Ozeans und nach Nigeria hinein besiedelt. Südlich des Kongo-Flusses scheint die Art zu fehlen. Folgende Länder beherbergen Populationen der Schwarzfußmanguste: Kamerun, Zentralafrikanische Republik, Republik Kongo, Demokratische Republik Kongo, Äquatorial-Guinea, Gabun, Nigeria.

## Nahrung
Die Schwarzfußmanguste ernährt sich in erster Linie von Ameisen, insbesondere von Treiberameisen (Dorylus, Myrmecaria), frisst aber auch andere Insekten, sowie Schnecken, Krabben und gelegentlich auch kleinere Wirbeltiere. Hin und wieder werden auch herabgefallene Früchte gefressen.

## Gefährdungssituation
Die Schwarzfußmanguste wird von einigen Wissenschaftlern als selten betrachtet, doch scheint sie insbesondere im Osten und Süden des Verbreitungsgebietes relativ häufig zu sein. Insgesamt nehmen die Bestände aufgrund von Lebensraumzerstörung und Jagd ab. Dennoch gilt die Art als nicht gefährdet („Least Concern“). Man findet die Schwarzfußmanguste beispielsweise im Okapi-Nationalpark (DRK) und im Dzanga-Sangha-Schutzgebiet (ZAR).

## Belege
1. 1 2 3  Jonathan Kingdon: The Kingdon Field Guide to African Mammals. A&C Black Publishers, London 2007, ISBN 978-0-7136-6513-0, S. 257 (Erstausgabe:  1997).
2. 1 2  Bdeogale nigripes in der Roten Liste gefährdeter Arten der IUCN. Eingestellt von: Van Rompaey, H., De Luca, D., Rovero, F. & Hoffmann, M., 2008. Abgerufen am 27. Januar 2010.